# Champ de glace Nord de Patagonie
Le champ de glace Nord de Patagonie (en espagnol Campo de Hielo Norte (CHN) ou Campo de hielo Patagónico Norte (CHPN)) est un champ de glace du Chili situé en Patagonie, dans la cordillère des Andes. Il a une superficie d'environ 4 200 km2 et se trouve intégralement à l'intérieur de la région Aisén del General Carlos Ibáñez del Campo. Ses dimensions sont approximativement de 120 kilomètres de longueur dans le sens nord-sud sur 50 kilomètres de largeur dans le sens est-ouest.
À l'intérieur de ce champ de glace se trouvent des endroits géographiques d'importance :
- Le Monte San Valentin (dans la partie nord-est) qui a une altitude de 4 058 m et est considéré comme le point culminant de Patagonie.
- Le volcan Arenales (3 437 m) près de la bordure sud.
- Le lac San Rafael, avec le glacier marin le plus équatorial du monde qui est l'attraction touristique principale du secteur.

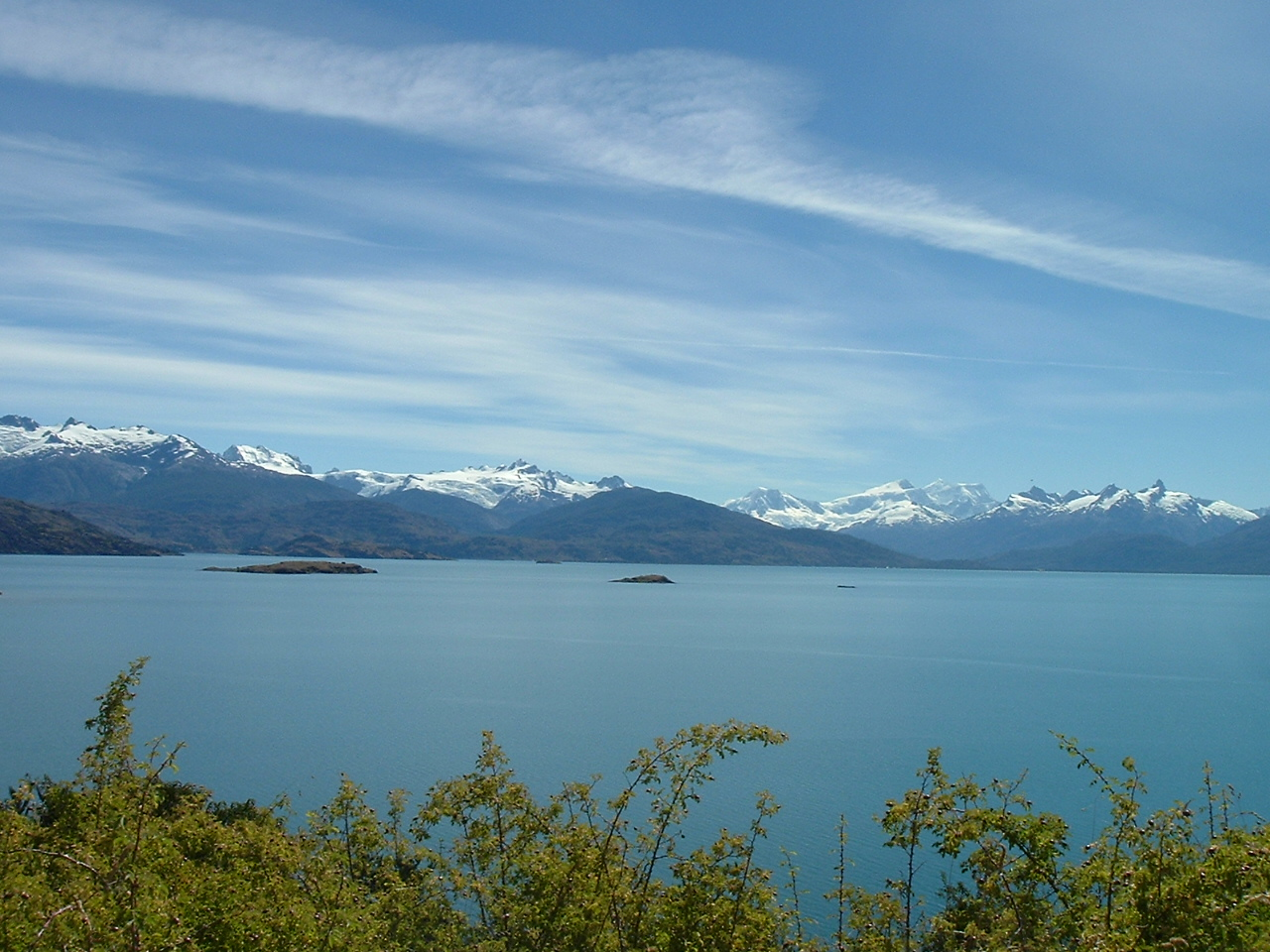
Le champ de glace nord de Patagonie apparaît ici en toile fond de cette vue du lac General Carrera.

Principaux glaciers du champ Nord.

Évolution du champ de glace Nord de Patagonie au glacier San Rafael, entre 1990 et 2000.